# Istiophorus
Los peces vela (Istiophorus) es un género de peces perciformes de la familia Istiophoridae que habitan en el océano Atlántico, golfo de México, océano Pacífico y océano Índico. Por su aleta dorsal en forma de vela, es capaz de alcanzar velocidades de hasta 110 kilómetros por hora, sus 3 metros de largo y más de 100 kilos de peso, se dice que son unos de los ejemplares más elegantes del mar.[cita requerida]

## Descripción y hábitos

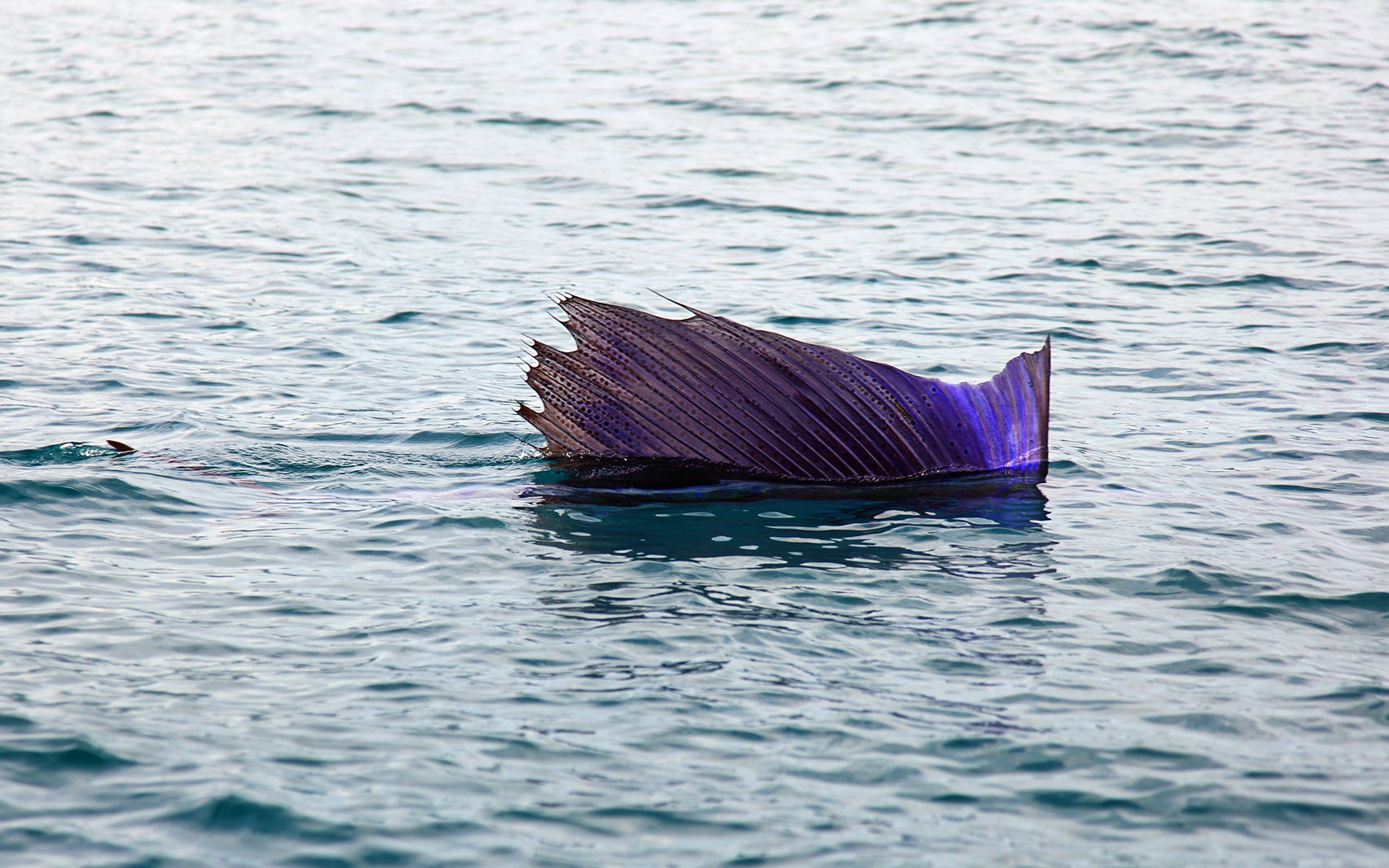
Istiophorus platypterus exhibiendo un comportamiento de vela izada en la desembocadura del Golfo Dulce, Costa Rica

En distancias cortas, el pez vela de color azul metalizado es el  pez más rápido del mar. Puede llegar a alcanzar hasta 119 km/h según estudios realizados  gracias a su cuerpo hidrodinámico y musculoso. Tiene una cola rígida en forma de «C», idónea para la velocidad; y su alta aleta dorsal, o "vela", corta el agua como la hélice de los barcos. El hocico se estrecha hasta terminar en una punta muy afilada. Se alimenta de peces y calamares, y suelta sus huevos en alta mar. Con sus tres metros de largo y sus cien kilos de peso es, además, uno de los peces óseos más grandes.
El pez vela llega a alcanzar una velocidad de 30 metros por segundo lo que supone unos 109 kilómetros por hora. En términos comparativos, atraviesa una distancia de 50 metros en dos segundos, cuando un ser humano tardaría 29 segundos en recorrer la misma distancia nadando tan rápido como pueda. Esta velocidad la logra gracias a un pedúnculo caudal muy poderoso, además se piensa que la prolongación de su mandíbula superior es una ayuda para hender las aguas al favorecer su hidrodinámica.
Frecuentemente se le confunde con el marlín (género Tetrapturus) o con el pez espada, con los que tiene en común sus espectaculares saltos fuera del agua, pero aunque comparte familia con los marlines, el pez espada se encuadra en una familia uniespecifica (Xiphiidae).

## Especies
- Pez vela del Atlántico (Istiophorus albicans).
- Pez vela del Pacífico (Istiophorus platypterus).

## Pesca
Está considerado como el más difícil de los peces que se pueden pescar ya que ofrece una gran resistencia al tratar por medio de fuertes carreras subacuáticas y espectaculares saltos librarse del anzuelo que le perfora la mandíbula.
En 1963 se conseguían presas con un peso promedio de 120 kg. Ahora se considera una presa excelente a la que llega a pesar 40 kg, lo que demuestra que los ejemplares que se están pescando actualmente son juveniles y que la pesca indiscriminada no permite que los perseguidos peces vela consigan llegar a adultos. Actualmente están en peligro y no se recomienda su captura.
El vela, usualmente, se pesca con carnada viva y muerta, además de cualquier tipo de curricán y calamares falsos.

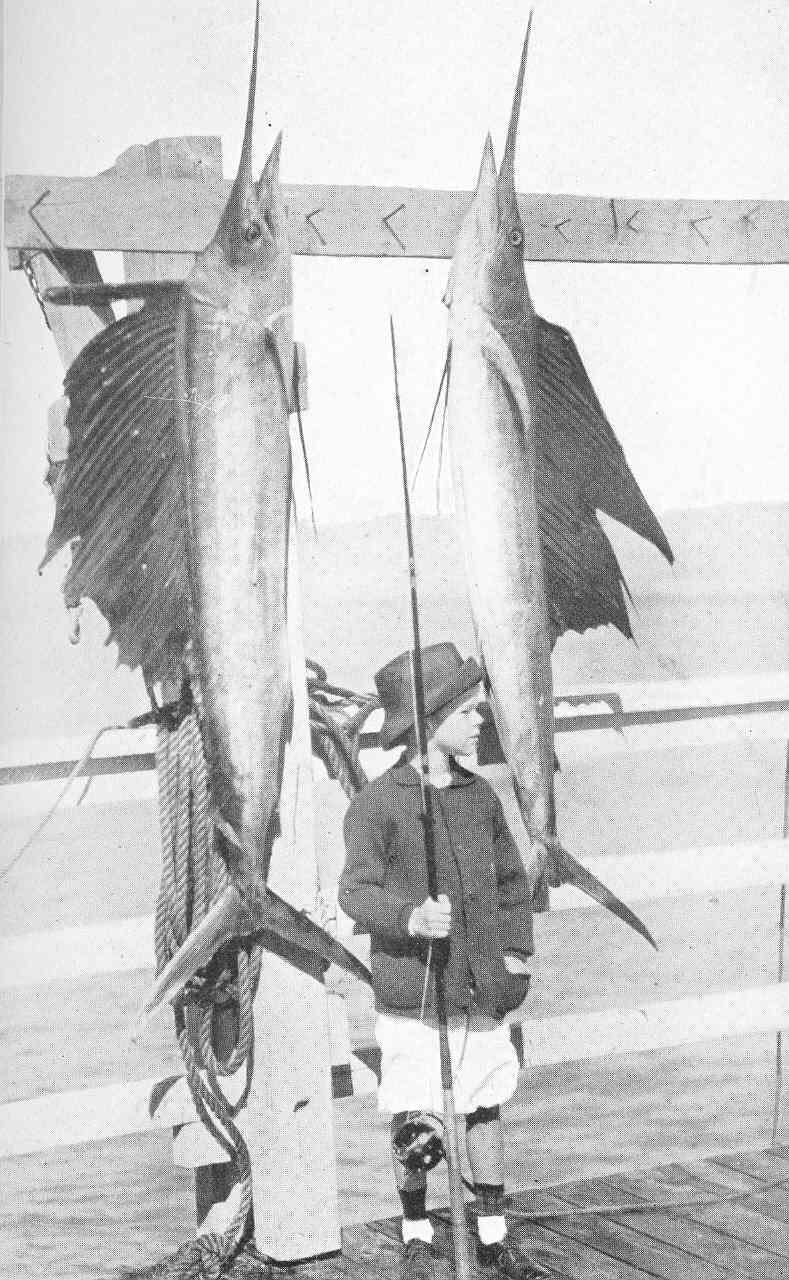
Pesca del pez vela